# Jekyll & Hyde (film)
Jekyll & Hyde è un film per la televisione del 1990 diretto da David Wickes. Interpretato da Michael Caine e Cheryl Ladd, è tratto dal romanzo di Robert Louis Stevenson Lo strano caso del dottor Jekyll e del signor Hyde del 1886 e dalla rappresentazione teatrale scritta da Thomas Russell Sullivan nel 1887.